# Stipan
Stipan falu Horvátországban, Sziszek-Monoszló megyében. Közigazgatásilag Gvozd községhez tartozik.

## Fekvése
Sziszektől légvonalban 39, közúton 60 km-re nyugatra, Károlyvárostól légvonalban 25, közúton 45 km-re keletre, községközpontjától légvonalban 11, közúton 29 km-re északra, a Kordun keleti részén, az úgynevezett Báni végvidéken, a Vrginmostról Lasinjára menő főút nyugati oldalán fekszik.

## Története
Stipan település a  környék számos településéhez hasonlóan a 17. század vége felé népesült be, amikor Bosznia területéről menekülő pravoszláv szerbek érkeztek ide. A falu a katonai határőrvidék része lett. A 18. század közepén megalakult a Glina központú első báni ezred, melynek fennhatósága alá ez a vidék is tartozott. 1881-ben megszűnt a katonai közigazgatás. A településnek 1857-ben 361, 1910-ben 623 lakosa volt. Zágráb vármegye Vrginmosti járásához tartozott. Lakói szegény földművesek voltak. 1918-ban az új szerb-horvát-szlovén állam, majd később Jugoszlávia része lett. A második világháború idején szerb többségű lakossága nagyrészt elmenekült, de sokakat meggyilkoltak, elhurcoltak, mások pedig partizánnak álltak. A glinai mészárlás során 1941. augusztus 2-án mintegy ezer, a vrginmosti község területéről elhurcolt szerbet gyilkoltak meg. Az ellenséges erők teljesen lerombolták a települést. A faluból 110-en vettek részt a felszabadító harcokban, 35-en harcosként estek el a harcok során, míg 116 főt az usztasák és a németek gyilkoltak meg, 20-an a tífuszjárvány áldozatai lettek és további 9 lakos lett a harcok áldozata. A település teljes embervesztesége 180 fő volt.
A háború után megindult az újjáépítés. A délszláv háború idején szerb lakossága a jugoszláv és szerb erőket támogatta. A Krajinai Szerb Köztársaság része volt. A horvát hadsereg a Vihar hadművelet keretében 1995. augusztus 7-én foglalta vissza települést, melyet teljesen leromboltak. A szerb lakosság elmenekült, de később néhányan visszatértek. 2011-ben 50 lakosa volt, akik főként mezőgazdasággal és állattartással foglalkoztak.

## Népesség
| Lakosság változása | Lakosság változása | Lakosság változása | Lakosság változása | Lakosság változása | Lakosság változása | Lakosság változása | Lakosság változása | Lakosság változása | Lakosság változása | Lakosság változása | Lakosság változása | Lakosság változása | Lakosság változása | Lakosság változása | Lakosság változása |
| ------------------ | ------------------ | ------------------ | ------------------ | ------------------ | ------------------ | ------------------ | ------------------ | ------------------ | ------------------ | ------------------ | ------------------ | ------------------ | ------------------ | ------------------ | ------------------ |
| 1857               | 1869               | 1880               | 1890               | 1900               | 1910               | 1921               | 1931               | 1948               | 1953               | 1961               | 1971               | 1981               | 1991               | 2001               | 2011               |
| 361                | 490                | 427                | 525                | 543                | 623                | 611                | 724                | 577                | 562                | 547                | 451                | 319                | 228                | 41                 | 50                 |

## Nevezetességei
Krisztus színeváltozása tiszteletére szentelt szerb pravoszláv parochiális temploma 1873-ban épült, a II. világháború során rombolták le.